# Jean-Marie Aberjoux
Jean-Marie Aberjoux est un lieutenant-colonel français né le 10 janvier 1767, à Saint-Amour (Jura), où il meurt le 30 janvier 1834 .

## État de services
Il est élu sous-lieutenant au 6e bataillon de volontaires du Jura (1791) ; bataillon qui passera successivement, par suite d'amalgames, dans les 72e demi-brigade de première formation et 30e demi-brigade de deuxième formation. Il devient lieutenant en 1795, chef de bataillon en 1807, puis major en second, mis en demi-solde à sa rentrée en France en octobre 1814, mis en non-activité en septembre 1815, retraité dans le grade de lieutenant-colonel (17 février 1819, cette dénomination ayant, à la Restauration, remplacé celle de major).

## Campagnes
- Armée du Rhin (1793),
- Armée de Sambre-et-Meuse (1794-1796),
- Armée d'Italie, de Rome et de Naples (1797),
- Armée de réserve (1800),
Présent à la bataille de Marengo,
- du Camp de Bruges en 1804, il passe à la Grande Armée en 1805,
Présent aux batailles d'Ulm, d'Austerlitz, d'Iéna, à Eylau (où il est blessé d'un coup de biscaïen au pied droit),
- Placé au 25e régiment d'infanterie de ligne (1807),
il commande son bataillon à Friedland,
- Campagne d'Autriche (1809),
- Campagnes d'Espagne et de Portugal (1810-1811),
- Envoyé à Malines pour organiser et administrer la garnison d'escadre de l'Escaut (1811),
- Commande la 3e demi-brigade de réserve à la division La Grange à Juliers (1812),
- il part pour la Russie et prend part à la fin de la campagne 2 juin 1812) où il sera fait prisonnier jusqu'en 1814,
- il est employé au 10e de ligne (mai 1815) lors des Cent-Jours,

## Faits d'armes
- À la tête de 200 hommes, il prend d'assaut Citerna et s'empare de canons, avec lesquels il fait amener deux vaisseaux qui s'enfuient du port (27 février 1799) ;
- À la prise de Modane, il force à la fuite la cavalerie ennemie, et il la fait tomber dans une embuscade où elle est détruite en partie (13 juin 1799) ;
- À la Trebbia, il est nommé capitaine sur le champ de bataille, pour avoir pris quatre canons (19 juin 1799),

## Blessures
- Il est blessé d'un coup de feu à l'épaule gauche devant Capoue (10 janvier 1799) ;
- Il reçoit un coup de feu à la cuisse gauche à la bataille de Marengo ;
- Il est blessé d'un coup de biscaïen au pied droit à Eylau ;
- Atteint d'un coup de feu à la cuisse droite lors d'un combat sur le Dniepr, il est fait prisonnier par les Russes 11 novembre 1812) ;

## Décorations
- : Chevalier de la Légion d'honneur (14 juin 1806),

## Titres
- Chevalier de l'Empire (lettres patentes du 23 février 1811),

## Pensions, rentes
- Le 19 mars 1808, il obtient une dotation de 2 000 francs sur la Westphalie, pour services rendus à la Grande Armée.

## Armoiries
| Figure | Blasonnement |
|        | Armes du chevalier Aberjoux et de l'Empire D’azur à la bande de gueules, chargée du signe des chevaliers légionnaires, accompagnée en chef d’un bouclier et en pointe d’un lion tenant de la patte dextre une épée, le tout d’or. |

## Sources
- Ressource relative à la vie publique :   - base Léonore
- Source : Les Hommes de Napoléon Ier, sur thierry.pouliquen.free.fr